# Estação Rodoviária de Dourados
A Estação Rodoviária de Dourados - Renato Lemes Soares é um terminal do transporte rodoviário de passageiros de Dourados, maior cidade do interior de Mato Grosso do Sul. O terminal está situado no bairro Cabeceira Alegre (a cerca de 2 km do Centro de Dourados) e ao lado do Shopping Avenida Center, um dos principais centros de compras da referida cidade. Também é quase integrado ao Parque Arnunpho Fioravante, de onde está situado a poucos metros de distância.
Em 2015 foi concluída uma grande reforma em sua estrutura, onde foram investidos mais de 380 mil reais em sua modernização.

## Histórico
Em 1972 é  iniciada a primeira viagem para o então Território Federal de Rondônia (esse trajeto passou por Dourados), fazendo da Empresa União Cascavel a primeira (e até então única) a atender uma linha regular de transporte rodoviário de passageiros ligando o Sul ao Norte do país. Com o passar dos anos, mais empresas passaram a atender o trecho desta região, como Ouro e Prata e Unesul.
Dez anos depois, em junho de 1982, é fundada a atual rodoviária de Dourados e entre 2002 e 2003 o terminal passou por uma nova reforma. Em 2015 passa por outra reforma, ainda mais profunda, para renovação de sua estrutura que corrigiu antigos problemas e que deixou o terminal mais funcional e mais bonito.

## Generalidades
O terminal supre bem a demanda da cidade de Dourados, que tem mais de 210 mil habitantes e funciona 24 horas diárias ou 365 dias no ano. Possui 15 plataformas operantes para embarque e desembarque rodoviário e é um dos redutos mais movimentados da cidade. É o único local de Dourados existente para atender rotas de transporte rodoviário de passageiros entre vários estados e municípios brasileiros, incluindo algumas localidades internacionais, como no Paraguai por exemplo. É por este terminal que o usuário douradense faz a compra de passagens escolhendo inúmeros horários com itinerários de saídas em variados horários disponíveis pelas várias empresas que atendem rotas a partir do terminal para municípios com aeroportos inexistentes.

### Infraestrutura
O serviço da rodoviária é muito importante para quem utiliza o onibus interurbano na cidade. O local possui sistema de informações por telefone para tirar dúvidas e, ainda, o endereço do terminal e informações de horários de Passagens. Através de sua estrutura, que é de dois andares, passageiros e turistas que chegam à cidade tem a disposição um terminal climatizado com amplos corredores que facilitam a locomoção com as malas e bagagens no geral. Em seus cerca de 80.000 m² de área total ocorre um movimento que chega diariamente a 800 passageiros, chegando a cerca de 24 mil por mês. Anualmente possui um trânsito de aproximadamente 300 mil pessoas que se utilizam dos serviços das 15 empresas de transporte intermunicipal, interestadual e internacional, especialmente porque o aeroporto da cidade encontra-se distante do resto da cidade. Além disso, o terminal fica em um ponto estratégico da cidade, com fácil acesso para os principais pontos turísticos e para as grandes avenidas da área, facilitando a mobilidade para quem chega ao município.
O terminal possui dois pavimentos. No térreo localizam-se os guichês e bilhetagem, órgãos responsáveis pela administração, balcões de informação, setor de desembarque e o setor de manutenção, plataformas de embarque e espera, achados e perdidos, caixas eletrônicos, centros gastronômicos e posto telefônico. Já no segundo piso localizam-se as sedes da Semsur e a Agetran (Agência Municipal de Transporte e Trânsito). O acesso a ambos os níveis se dá por escada. 
Na parte externa estão o estacionamento, pontos de táxi e mototáxi além de ponto de ônibus urbano.

### Principais distâncias urbanas
Lista-se a seguir as distâncias das principais referências locais por ruas e avenidas:
| Localidade                     | Distâncias (km) |
| ------------------------------ | --------------- |
| Igreja Matriz                  | 2               |
| Prefeitura de Dourados         | 1,8             |
| Câmara de Dourados             | 0,5             |
| Fórum de Dourados              | 2,5             |
| Aeroporto Regional de Dourados | 15,6            |
| Hospital da Vida               | 2,4             |
| Hospital Universitário         | 7,7             |
| Parque de Exposições           | 5,9             |
| Estádio Douradão               | 2,7             |
| Ginásio Municipal              | 1,1             |
| Praça da Matriz                | 2               |
| Parque Antenor Martins         | 5,3             |
| Parque Arnulpho Fioravanti     | 1,8             |

## Itinerários
O terminal possui várias empresas de transporte operando que ligam Dourados com várias outras cidades e estados. Uma dessas empresas com itinerários na rodoviária é a Viação São Luiz, que disponibiliza todas as informações sobre sua frota e seus horários, com partida das principais rodoviárias da região.. Também com variados itinerários, a Expresso Queiroz, que disponibiliza rotas de Dourados até outros destinos (incluindo a capital do MS) e oferece vários horários para os referidos destinos.
Outras empresas que atendem o terminal é a Viação Cruzeiro do Sul, Cometa Del Amambay, Eucatur, Expresso Maringá, Hélios Coletivos, Nacional Expresso, Transcontinental, Unesul, Valtur/Constantina Turismo, Viação Andorinha, Viação Motta, Viação Ouro e Prata e Viação Umuarama)